# Peggy Sue es va casar
Peggy Sue es va casar és una pel·lícula estatunidenca dirigida per Francis Ford Coppola l'any 1986. El títol original de la pel·lícula (Peggy Sue Got Married) fa referència a la cançó homònima de Buddy Holly que acompanya els crèdits inicials.
Va rebre tres nominacions als Oscars, una als Globus d'Or i una als Premis Sant Jordi de Cinema. Aquesta pel·lícula ha estat doblada al català.

## Argument
L'any 1985, Peggy Sue és una dona que està a punt de separar-se del seu marit Charlie, qui manté una relació extramatrimonial. Durant el procés de separació, Peggy Sue assisteix a la festa de 25 anys de la seva promoció on es retroba amb les amigues d'institut. Tot i els bons records, Peggy Sue es troba molt alterada emocionalment, i quan és escollida Reina de la nit pateix un atac de cor. Quan es desperta es troba de nou a 1960, amb el seu ex-marit essent el seu nuvi, convivint amb els seus pares altament conservadors i amb la possibilitat d'arreglar tot allò que l'havia portat a ser infeliç el 1985. Però, acostumada a una vida independent als anys 80, l'aclimatació als 60 és més dura del que qualsevol creuria.
Aleshores és quan intenta trencar amb Charlie, conèixer altres persones interessants i visitar familiars ja morts el 1985, com els seus avis. En l'intent, però, s'adonarà que canviar el passat no és tan fàcil i que el destí, no és tan fàcil de manipular a pesar de jugar amb l'avantatge de 25 anys d'experiència.

## Repartiment
- Kathleen Turner: Peggy Sue Kelcher/Peggy Sue Bodell
- Nicolas Cage: Charlie Bodell
- Barry Miller: Richard Norvik
- Catherine Hicks: Carol Heath
- Joan Allen: Maddy Nagle
- Kevin J. O'Connor: Michael Fitzsimmons
- Jim Carrey: Walter Getz
- Lisa Jane Persky: Delores Dodge
- Lucinda Jenney: Rosalie Testa
- Wil Shriner: Arthur Nagle
- Barbara Harris: Evelyn Kelcher
- Don Murray: Jack Kelcher
- Sofia Coppola: Nancy Kelcher
- Helen Hunt: Beth Bodell

## Anecdotari
- El paper de Peggy Sue va ser ofert a Debra Winger.
- En una escena de 1960 Peggy Sue avisa la seva germana de no menjar M&M's de color vermell. Aquests M&M's tenien un tinta que s'havia descobert que produïa càncer i van ser retirats del mercat. Poc després de l'estrena del film, els M&M's de color vermell tornarien al mercat però amb tiny químicament diferent.
- Al cotxe de Charlie, just quan Peggy Sue arriba a 1960, sona la cançó Tequila. La KFRC de San Francisco va emetre la cançó en una programació especial el dia que es rodava l'escena amb el propòsit que servís per rodar aquesta escena.

## Premis

### Nominats
- Oscar de la Academy of Motion Picture Arts and Sciences a millor actriu - Kathleen Turner[4]
- Oscar de la Academy of Motion Picture Arts and Sciences a la millor fotografia
- Oscar de la Academy of Motion Picture Arts and Sciences al millor vestuari
- Globus d'Or de la Academy of Motion Picture Arts and Sciences a millor pel·lícula
- Globus d'Or de la Academy of Motion Picture Arts and Sciences a millor actriu - Kathleen Turner